# Чау-чау
Чау-чау е порода кучета, произлизаща от Китай. Там то се нарича, което означава в превод на български „пухкаво лъвско куче“. Те са едни от най-тихите породи кучета, които почти никога не лаят. Интересното при тази порода е синият език и завитата към гърба опашка. Те не са дебели, но козината им е много обемиста. Преди време са били използвани за лов. В днешни времена те са много желани кучета, но не всеки може да си ги позволи заради високите цени. Комбинацията между куче, мече и лъв е изразена в едно от най-красивите породи сред „семейство кучета“. Maĸap привидно да изглеждат споĸойни, тези кучета могат да бъдат доста агресивни ĸъм няĸои непознати, за да защитят своите стопани и тяхната собственост. Също така агресията им към животни обикновено е насочена към кучета от същия пол, особено ако и те са от порода „Чау Чау“. Тъй като тези кучета имат много силни ловни инстинкти е препоръчително те да бъдат държани на каишка, когато наоколо има котки и други дребни животни.

## Цветове

### Козина
Цветовете, които са приети за тази порода са:
- Черно чау-чау – Черният цвят съществува в тази порода от векове. Те са доста често срещани и това е един от официалните им цветове, характерни за породата. Кученцата могат да бъдат родени от различни цветни родители, стига те да носят гени за черен цвят.
- Бяло чау-чау – Този цвят също е от разрешените цветове за породата, но е изключително рядък. Свързва се с някои здравословни проблеми като проблеми със слуха и слепотата.
- Кремаво чау-чау – Кремавите кученца са почти винаги в цвят слонова кост, но може и да варират.
- Червено чау-чау – Червените представители на породата са най-разпространени по света. Това е първият цвят, който би изникнал в съзнанието на човек, когато се спомене тази порода. Червеният цвят може да варира от махагон до светло златисто червено.
- Синьо чау-чау – Този цвят се счита за един от най-добрите съществуващи за породата. Те са се отглеждали в будистки манастири от самите монаси и не са били виждани от външни хора до 1937 г. [1]

### Език
Едно от най-важните неща, които трябва да се споменат е, че кучетата от породата „чау-чау“ трябва да имат черно-синкав език, но в повечето случаи той е лилав.